# Dolly Dalrymple
Dolly Dalrymple, född 1808, död 1864, var en aborigin, känd från den australiensska legendfloran från kolonialtiden. 
Dolly Dalrymple föddes på Furneaux Islands som dotter till George Briggs från England och Woretemoeteyenner: hon var dotterdotter till Mannarlargenna, en aboriginsk hövding från Van Diemen's Land. Hennes mor hade blivit kidnappad av hennes far och hållits som sexslav innan han sålde henne vidare till John Thomas för en guinea. Dolly blev fosterbarn hos Jacob Mountgarrett (1773-1828), kirurg på Port Dalrymple, och döptes 18 mars 1814. Som fosterbarn fick hon lära sig läsa och skriva samt västerländska hushållsysslor. Hon blev 1825 sambo med straffången Thomas Johnson (1801-1867). 1830 hävdade G. A. Robinson att hon en tid hade levt med mördaren Cubitt, och tillsammans med honom deltagit i morden på flera aboriginer. 1831 attackerades Johnsons hydda av aboriginer när denne var borta, och Dolly Dalrymple försvarade då sig och sina barn till hjälp anlände. Regeringen belönade henne då med mark nära Perth, där hon och Johnson bosatte sig. Dalrymple och Thomas Johnson gifte sig 1831. När maken återigen fängslades 1836-41, fick hon ensam sköta farmen. 1841 fick hon också med regeringens hjälp sin mor förd till sig. Familjen bosatte sig 1845 i Mersey, där maken så småningom grundade Sherwood Hall och blev mycket förmögen. Hennes livshistoria var mycket ovanlig för en aborigin.